# 金歌百灵
金歌百灵（学名：Mirafra cordofanica），是百灵科歌百灵属的一种，分布于马里、尼日尔、毛里塔尼亚、苏丹、布基纳法索、塞内加尔和乍得。全球活动范围约为1,880,000平方千米。该物种的保护状况被评为无危。
金歌百灵的栖息地包括亚热带或热带的（低地）干草原和亚热带或热带的（低地）干燥疏灌丛。